# Show de goles
Show de goles es un programa dedicado al fútbol chileno que se transmite actualmente por TNT Sports, con la conducción de Gonzalo Fouillioux. El espacio retornó a la televisión el 5 de agosto de 2007, tras estar fuera de pantalla durante 7 años, tras el fin del espacio emitido en UCV Televisión entre 1975 y 2000. El programa se caracteriza por poner énfasis en las jugadas, goles y en algunos polémicos cobros arbitrales y cuenta con panelistas representantes de todos los equipos de Primera División y Primera B.

## En UCV Televisión (1975-2000)
El programa fue estrenado en marzo de 1975 por UCV Televisión, creado por Eduardo Gandulfo Rozas, bajo la conducción del exfutbolista uruguayo Luis Eduardo Gianelli. Gianelli abandonó el programa por enfermedad en 1976 y fue reemplazado por el periodista deportivo Sergio Brotfeld, quien se mantuvo hasta marzo de 1986, momento en que asume la conducción el periodista Máximo Clavería Millar. Los relatos estuvieron a cargo de Eugenio Droguett Fierro (1975-1991) y de Carlos Alberto Bravo (1991-2000). Muchos fueron los "contertulios" o panelistas, algunos más destacados que otros. Se mantuvo al aire casi sin interrupciones hasta julio del año 2000, cuando fue cancelado debido a las dificultades económicas provocadas por la crisis asiática.

### Panelistas históricos
- Ramón "Moncho" Silva (Colo-Colo, 1986-1987)
- Manuel Antonio Moreno "Chinito Won" (Colo-Colo) Reemplazó a Moncho Silva, 1987-1989
- José "Pepe" Mora (Colo-Colo) Reemplazó a Manuel Moreno "Chinito Won", 1990-1999
- Hernán Camacho (Universidad de Chile, 1986-2000)
- Leo Caprile (Universidad Católica, 1986-1987)
- Gianfranco Basolo (Universidad Católica) Reemplazó a Leo Caprile, 1988-1997
- Gustavo Pradenas (Palestino, 1988-2000)
- Luis García Tapia "Lolo García" (Everton, 1986-2000)
- Álvaro Salas (Santiago Wanderers, 1986-1988)
- Carlos "Superocho" Alarcón (Santiago Wanderers) Reemplazó a Álvaro Salas, 1988-1990
- Marco "Charola" Pizarro (Santiago Wanderers) Reemplazó a Carlos "Superocho" Alarcón, 1996-1997
- Federico "Lolo" Raby (Santiago Wanderers) Reemplazó a Marco "Charola" Pizarro en 1997
- Claudio Irribarra Tobar (Unión Española, 1988-1991).
- Álvaro Lara (Unión Española, 1987-1988). Primer representante de ese equipo en el programa.
- José Zugarramurdi (Unión Española, 1991-1997) Reemplazó a Claudio Iribarra en 1991
- Carlos Gajardo (Deportes La Serena, 1986-1995)
- Rodolfo Baier (San Luis, 1986-1989)
- Felipe Tamayo (Club Deportivo O'Higgins).

## En Chilevisión (2007-2008)
El 5 de agosto de 2007, tras 7 años sin emitirse, Show de goles volvió a las pantallas de la televisión chilena, pero esta vez por Chilevisión, ahora con la conducción de Felipe Bianchi, mientras que los relatos y voz en off se mantuvo Carlos Alberto Bravo y los panelistas o "contertulios", que esta vez representan a todos los equipos de Primera División y también se encuentran las modelos del programa o la dupla Za-Sa, Mónica Jiménez (colombiana) Alejandra Díaz, Cristina Aránguiz, Eli Yutronic y Natalia. También en el 2008 y debido al descenso a la Primera B dejan el programa los representantes de Deportes Puerto Montt, Coquimbo Unido, Lota Schwager y Santiago Wanderers, y por lo mismo se integran representantes de los equipos ascendidos a la Primera División (Provincial Osorno, Santiago Morning y Rangers de Talca), así como el cambio de los panelistas de Deportes La Serena, Huachipato y Deportes Melipilla.
Durante cada episodio, los representantes de los primeros ocho equipos de la tabla general se sientan en el "Palco de Honor" del estudio (ocho sillas ubicados en el centro en forma lineal, cuatro a la izquierda y cuatro a la derecha), tras este se ubica "La Galería" con el resto de los "contertulios". Ha habido casos especiales, como para los play-offs del torneo de clausura del 2007, donde se sentaron los ocho equipos clasificados, y posteriormente se iban quitando sillas a medida que avanzaban los play-offs, hasta el último capítulo, donde solo quedaron dos sillas con los representantes de Colo-Colo y Universidad de Concepción (finalistas del certamen).
A mediados de 2008, al comenzar el torneo de clausura del 2008, se puso en duda la continuidad del programa, ya que la productora no llegó a un acuerdo con el Canal del Fútbol con respecto a la emisión de los goles, pero gracias a las peticiones de los televidentes que reclamaban la vuelta del programa, Show de Goles regresó cuando ya se habían jugado 4 fechas del torneo. En este retorno hubo cambios en los representantes de Rangers de Talca, Santiago Morning (quien falleció una semana después de la primera emisión del torneo de clausura), Audax Italiano, Deportes Antofagasta (el representante había renunciado al programa en semifinales del torneo de apertura) y Huachipato, siendo este último el más llamativo, ya que se trataba de la segunda mujer que se unía al panel. Debido a la suspensión y el descenso a la Primera B por problemas económicos de su equipo, el representante de Deportes Concepción tuvo que abandonar el programa. Cuando terminó la temporada 2008, tuvieron que abandonar por descenso los contertulios de Deportes Melipilla, Provincial Osorno y Antofagasta.

### Panelistas
| - Alfredo Morgan (Universidad Católica) - Andrés Aguirre (Cobresal) - Carlos Gómez (Cobreloa) - Carlos Núñez (Santiago Morning) - Franco Tavelli (Everton) - Gabriel Arcas (O'Higgins) - Giancarlo Pacciarini (Audax Italiano) (En reemplazo de José Catenacci) - Gonzalo Fuenzalida (Deportes La Serena) - Gustavo Pradenas (Palestino) | - Hernán Camacho (Universidad de Chile) - Juan Pablo Acevedo (Rangers de Talca) - Juan Pablo Rojas (Unión Española) - Katherine Urrutia (Huachipato) - Paul Vásquez (Colo-Colo) - Marisela Santibáñez (Colo-Colo) (En reemplazo de Paul Vásquez) - Miguel Muñoz (Ñublense) - Enrique Ramírez Lay (Universidad de Concepción) |

## En CDF (2010-2021) y TNT Sports (2021-presente)
El Show de Goles vuelve nuevamente, pero esta vez por las pantallas del CDF en la señal básica y prémium. Todos los equipos de la Primera División están representados por un hincha, con la conducción de Felipe Bianchi y desde 2011 hasta mediados de septiembre, Eduardo Fuentes. La batuta la asumiría Eugenio Figueroa, con todas las imágenes de los partidos de la fecha. Todos los lunes a las 21:30 horas y los martes de 21:30 a 22:30 en el caso de la Primera B.
A fines de 2010, debido al descenso de Everton a Primera B, abandona el programa el representante evertoniano Franco Tavelli, así como también el representante de San Luis.
En esta etapa en el CDF, se mantienen los "Históricos", Hernán Camacho y Gustavo Pradenas, y se incorporan entre los más conocidos; el exdefensa Marcelo Zunino, representando a Audax Italiano, el polémico conductor de radio y televisión, Daniel "Huevo" Fuenzalida, representando a Colo Colo y el también conductor, José Tomás "Coté" Correa, defendiendo a la Universidad Católica, el día 21 de diciembre de 2012 se confirma la muerte del "Histórico" contertulio de Universidad de Chile Hernan Camacho.
El 7 de febrero de 2012 se estrena "Show de Goles Primera B" que fue todos los martes de 21:30 a 22:30 de forma continua hasta finales de 2018.
El programa continuaría su transmisión hasta fines del 2018, con la salida de algunos de los contertulios y de su conductor Eugenio Figueroa, debido a la transición de la venta del canal al Grupo Turner, volvería a sus transmisiones el 20 de mayo de 2019, en su regreso contará con dos bloques diferenciados de una hora, para Primera y Primera B, en el que participarán los 32 contertulios en total. La renovada escenografía se dividirá en cuatro butacas, para los primeros equipos en la tabla. El resto de los clubes irá en la galería a excepción de los colistas de cada categoría, quienes irán de pie detrás de las gradas. 
Otra de las nuevas novedades que tendrá es la llamada Zona Mixta, un espacio que conecta a los participantes de la B con los de Primera A, y viceversa con la idea de abrir un espacio de debate entre ambas divisiones, reviviendo clásicas rivalidades de equipos que no están en la misma categoría, como Santiago Wanderers y Everton o Coquimbo Unido y La Serena, continuando su emisión los días lunes entre las 21:00 a 23:00 con la conducción de Manuel de Tezanos-Pinto, pero lo abandonaría para darle paso a Gonzalo Fouillioux.
El domingo 4 de agosto de 2019, Gustavo Pradenas, el excontertulio de Palestino y reconocido panelista del programa, falleció luego de batallar con un ataque cerebrovascular que sufrió en la mañana del 19 de julio, quedando hospitalizado en Quilpué. Tras varios días luchado por su vida, finalmente dejó de existir el legendario contertulio de los árabes.
El programa tuvo pausas obligadas luego del estallido social donde por última vez el programa fue transmitido el 15 de octubre de 2019, de ahí el programa no se transmitió más hasta febrero y marzo de 2020 donde nuevamente sufrirá una pausa más prolongada por la Pandemia de COVID-19 y la suspensión de los campeonatos, el programa regresó en agosto de 2020 cuando se retoman los campeonatos y el programa se realizará de forma virtual durante 2020 y 2021, durante el regreso en 2020 aparte de la conducción de Gonzalo Fouillioux, se agrega a una conductora de redes sociales, la periodista Kerlin Ponce.
El programa pasa a emitirse en TNT Sports tras el renombre del CDF en enero de 2021.
Iniciando la temporada 2024, el 21 de febrero, Gonzalo anuncia su salida la conducción del programa, siendo reemplazado por Daniel Arrieta y Marcelo Díaz como los nuevos animadores.

## Equipo

### Conductores
- Luis Eduardo Gianelli (1975-1977)
- Sergio Brotfeld (1977-1986)
- Máximo Clavería (1986-2000)
- Felipe Bianchi (2007-2010)
- Eduardo Fuentes (2011)
- Eugenio Figueroa (2011-2018)
- Manuel de Tezanos-Pinto (2019)
- Gonzalo Fouillioux (2019-2024)
- Daniel Arrieta y Marcelo Díaz (2024-presente)

### Voz en off
- Eugenio Droguett Fierro (1975-1991)
- Carlos Alberto Bravo (1991-2000, 2007-2008)

### Coconductoras
- Lorna Soler (2018)
- Magdalena Frezza (2019)
- Gabriela Segura (2019)
- Kerlin Merino (2020-presente)

### Modelos
- Mónica Jiménez (2007-2008, 2010-2012)
- Alejandra Díaz (2007-2008, 2010)
- Cristina Aránguiz (2010)
- Eli Yutronic (2008)
- Dominique Gallego (2008)
- Lorena Galvez (2011)
- Aynara Eder (2012-2013)
- Clarisse Lima (2013)

### Contertulios Temporada 2013
- Waldo "Papa Puma" Carvallo (Antofagasta)
- Marcelo Zunino (Audax Italiano)
- Carlos Gómez (Cobreloa)
- Germán Ledesma (Cobresal)
- Rodrigo Torres León de la Barra (Colo Colo)
- Pablo Lonza (Deportes Iquique)
- Franco Tavelli (Everton)
- Xavier López (Huachipato)
- Emiliano Delpino (Ñublense)
- Fabiola Chacón (O'Higgins)
- Gustavo Prádenas (Palestino)
- Miguel Muñoz (Rangers)
- Raúl Pérez (Santiago Wanderers)
- Juan Pablo Rojas (Unión Española)
- Germán Astudillo (Unión La Calera)
- Cristián Pohlhammer (Universidad Católica)
- Héctor "Tito" Awad (Universidad de Chile)
- Enrique Ramírez (Universidad de Concepción)

### Contertulios de la Primera B 2013
- Manuel Gómez (Barnechea)
- Humberto "Chatito" Cuellar (Coquimbo Unido)
- José Antonio Botto (Curicó Unido)
- Alejandro Rodríguez (Deportes Concepción)
- Germán Gómez (Deportes Copiapó)
- Eduardo Rojas (Deportes La Serena)
- Rodrigo Ruiz (Lota Schwager)
- Cristian Soto (Magallanes)
- Fabián Mardones (Naval)
- Rodrigo Medina Jara (Santiago Morning)
- Luis Montenegro (San Luis de Quillota)
- Marcos Díaz (San Marcos de Arica)
- Rafael "Cabezón" León (Unión San Felipe)
- Jorge Acuña (Deportes Temuco)

### Contertulios Primera 2015-2016
- Rodrigo Torres León de la Barra (Colo Colo)
- Héctor "Tito" Awad (Universidad de Chile)
- Cristián Pohlhammer (Universidad Católica)
- Fabiola Chacón (O'Higgins)
- Diego Bravo (Deportes Iquique)
- Enrique Ramírez (Universidad de Concepción)
- Raúl Pérez (Santiago Wanderers)
- Waldo Carvallo "Papa Puma" (Deportes Antofagasta)
- Xavier López (Huachipato)
- Luis Montenegro (San Luis de Quillota)
- Juan Pablo Rojas (Unión Española)
- Germán Astudillo (Unión La Calera)
- Marcos Díaz (San Marcos de Arica)
- Germán Ledezma (Cobresal)
- Marcelo Zunino (Audax Italiano)
- Alberto Abugarade (Palestino)

### Contertulios Temporada 2019

#### Primera A
- Rodrigo Torres León de la Barra (Colo Colo)
- Héctor "Tito" Awad (Universidad de Chile)
- Cristián Pohlhammer (Universidad Católica)
- Fabiola Chacón (O'Higgins)
- Franco Tavelli (Everton)
- Waldo Carvallo "Papa Puma" (Deportes Antofagasta)
- Xavier López (Huachipato)
- Juan Pablo Rojas (Unión Española)
- Germán Astudillo (Unión La Calera)
- Marcela Leyton (Curicó Unido)
- Humberto "Chatito" Cuellar (Coquimbo Unido)
- Bastian Monterrey (Cobresal)
- Valeria Lucca (Audax Italiano)
- Alberto Abugarade (Palestino)

#### Primera B
- Enrique Ramírez (Universidad de Concepción)
- Luis Montenegro (San Luis de Quillota)
- Raúl Pérez (Santiago Wanderers)
- Rafael "Cabezón" León (Unión San Felipe)
- Jorge Acuña (Deportes Temuco)
- Cristian Soto (Magallanes)
- Carlos Gómez (Cobreloa)
- Benjamín Catalán (Deportes Santa Cruz)
- Angello Penrroz (Ñublense)
- Jean Ortega (Deportes Copiapó)
- Mauricio Campos (Puerto Montt)
- Carlos "Bohemio" Núñez (Santiago Morning)
- Cinthia Ibáñez (Rangers)
- Carlos Colillan (Barnechea)
- Mauricio Aguilera (Deportes La Serena)
- Rodrigo Ruiz (Deportes Valdivia)
- Luis González (Deportes Melipilla)

### Contertulios Temporada 2021

#### Primera A
- Rodrigo Torres León de la Barra (Colo Colo)
- Héctor "Tito" Awad (Universidad de Chile)
- Cristián Pohlhammer (Universidad Católica)
- Fabiola Chacón (O'Higgins)
- Franco Tavelli (Everton)
- Waldo Carvallo "Papa Puma" (Deportes Antofagasta)
- Carlos Ibáñez (Huachipato)
- Juan Pablo Rojas (Unión Española)
- Tomás Cancino (Unión La Calera)
- Sofía Martínez (Curicó Unido)
- Bastian Monterrey (Cobresal)
- May Grondona (Audax Italiano)
- Angello Penrroz (Ñublense)
- Alberto Abugarade (Palestino)
- Raúl Pérez (Santiago Wanderers)
- Mauricio Aguilera (Deportes La Serena)
- Luis González (Deportes Melipilla)

#### Primera B
- Humberto "Chatito" Cuellar (Coquimbo Unido)
- Enrique Ramírez (Universidad de Concepción)
- Marcos Díaz (San Marcos de Arica)
- Luis Díaz (Club Deportes Iquique)
- Luis Montenegro (San Luis de Quillota)
- Jorge Vásquez (Fernández Vial)
- Rafael "Cabezón" León (Unión San Felipe)
- Jorge Acuña (Deportes Temuco)
- Cristian Soto (Magallanes)
- Carlos Gómez (Cobreloa)
- Benjamín Catalán (Deportes Santa Cruz)
- Jean Ortega (Deportes Copiapó)
- Mauricio Campos (Puerto Montt)
- Carlos "Bohemio" Núñez (Santiago Morning)
- Cinthia Ibáñez (Rangers)
- Carlos Colillan (Barnechea)

#### Árbitros
- José Mera

### Contertulios Temporada 2023
- May Grondona (Audax Italiano)
- Bastián Monterrey / Alexis Cerda (Cobresal)
- Rodrigo Torres León de la Barra (Colo-Colo)
- Humberto "Chatito" Cuellar (Coquimbo Unido)
- Sofía Martínez (Curicó Unido)
- Jean Ortega (Deportes Copiapó)
- Franco Tavelli (Everton)
- Carlos "Chucky" Ibáñez (Huachipato)
- Cristian Soto (Magallanes)
- Tomás Arcas (O'Higgins)
- Alberto "Beto" Abugarade (Palestino)
- Juan Pablo Rojas (Unión Española)
- Evandro Tapia (Unión La Calera)
- Cristian Pohlhammer (Universidad Católica)
- Héctor "Tito" Awad (Universidad de Chile)

## Contertulios que han Fallecido
- Carlos Picardo "Never Zorrender" (Santiago Morning) – 2008
- Hernán Camacho (Universidad de Chile) – 2012
- Federico "Lolo" Raby (Santiago Wanderers) - 2017
- Gustavo Pradenas (Palestino) – 2019
- Germán Astudillo (Unión La Calera) – 2021
- Erick Pohlhammer (Universidad Católica) – 2023
- Máximo Clavería Millán — 2024